# Waimarama
Waimarama is een plaats in Nieuw-Zeeland aan de kust van de Grote Oceaan. De plaats is gelegen in het district Hawke's Bay op het Noordereiland. Iets voor de kust van Waimarama is het eiland Bare Island gelegen. De plaats moet het vooral van het toerisme hebben.